# Ulysse Klotz
 (mai 2024).
 (mai 2024).
Pour les articles homonymes, voir Klotz.
Ulysse Klotz est un compositeur de musiques de films français.

## Biographie
Ulysse Klotz est le fils des réalisateurs Nicolas Klotz et Elisabeth Perceval, et le frère de la réalisatrice Héléna Klotz. Il étudie la musique à partir du milieu des années 2000 et commence à composer les musiques des films de ses parents (dont celle remarquée de Low Life composée avec Romain Turzi), puis celles d'autres réalisateurs. En 2009, Mathieu Amalric l'engage pour tenir dans son film Tournée un rôle homonyme de roadie au milieu de la troupe de danseuses de New burlesque. 
Il est également ceinture noire de karaté. Il est actuellement marié à la graphiste Elena Germain.

## Filmographie

### Longs métrages
- 2008 : Zombies de Nicolas Klotz et Élisabeth Perceval
- 2012 : Low Life de Nicolas Klotz et Elisabeth Perceval
- 2012 : L'Âge atomique d'Héléna Klotz
- 2013 : Vandal de Hélier Cisterne
- 2016 : Jeunesse de Julien Samani
- 2018 : L'Héroïque Lande, la frontière brûle (documentaire) de Nicolas Klotz et Élisabeth Perceval
- 2018 : Diamantino de Gabriel Abrantes et Daniel Schmidt[5]
- 2018 : Jessica Forever de Caroline Poggi et Jonathan Vinel
- 2020 : Terrible Jungle d'Hugo Benamozig et David Caviglioli
- 2021 : Petite Nature de Samuel Theis[6]
- 2023 : La Vénus d'argent d'Héléna Klotz

### Courts métrages
- 2007 : La Consolation de Nicolas Klotz et Élisabeth Perceval
- 2008 : L'Enfant perdue de Joséphine Mackerras
- 2009 : La Ménagerie de Betty d'Isabelle Mayor
- 2009 : D'un don de la farce d'Isabelle Mayor
- 2013 : Ennui ennui de Gabriel Abrantes
- 2014 : Métamorphoses de Shanti Masud
- 2014 : Réplica de Lucien Burckel de Tell
- 2014 : Les enfants de Jean-Sébastien Chauvin
- 2014 : Bethlehem d'Héléna Klotz
- 2022 : Les fleuves m'ont laissée descendre où je voulais de Laurie Lassalle
- 2016 : Mata Atlântica de Nicolas Klotz et Élisabeth Perceval
- 2017 : Une Nuit de Lucien Burckel de Tell
- 2017 : Kontemporary Sound System de Naïa Combary et Gil Gharbi
- 2018 : Le Septième Continent de Noé Debré
- 2019 : Monsieur de Thomas Ducastel
- 2025 : Beurk ! de Loïc Espuche